# Gregs Tagebuch – Böse Falle!
Gregs Tagebuch – Böse Falle! (Originaltitel: Diary of a Wimpy Kid: The Long Haul) ist eine US-amerikanische Jugend-Komödie von David Bowers aus dem Jahr 2017. Der Film basiert auf dem neunten Teil der Buchreihe Gregs Tagebuch von Jeff Kinney.

## Handlung
Gregs Familie macht ein Roadtrip zu ihrer entfernt lebenden Urgroßmutter. Greg und Rodrick nutzen den Besuch jedoch um sich heimlich davon zu stehlen und eine in der Nähe stattfindenden Computerspiel-Messe zu besuchen. Vor Ort jedoch bekommen die beiden nicht nur Streit mit ihren Eltern, auch untereinander kriegen sie sich ganz schön in die Wolle.
Als die Heffleys in einem Hotel übernachten, hört Greg ein lautes Geräusch von draußen, weil ein paar Kinder wiederholt mit einem Karren gegen die Wand fahren. Greg schimpft mit den Kindern, wird dabei jedoch von deren Vater entdeckt und muss fliehen. Später besuchen die Heffleys einen Jahrmarkt, wo Gregs kleiner Bruder Manny ein Schwein gewinnt. Am nächsten Tag kommt es beinahe zu einem Unfall auf der Brücke, weil das Schwein verrückt spielt und Frank Schwierigkeiten hat, sich auf ein Anruf zu konzentrieren. Daraufhin geben die Heffleys das Schwein an ein Streichelzoo ab und gehen in ein Hotel. Greg und Rodrick schleichen jedoch aus dem Zimmer aus, um an der Spielemesse teilzunehmen.
Als Greg Mac Digby auf der Bühne stehen sieht, bittet er Rodrick, ihn von hinten aufzunehmen. Dabei stellt Rodrick jedoch versehentlich den Strom ab. Plötzlich erscheint Gregs Mutter Susan auf der Bühne und demütigt Greg wegen eines Vorfalls im Restaurant, durch den Greg im Internet berühmt wurde. Greg sagt jedoch, dass seine Mutter nicht auf seine Interessen achtet, woraufhin Susan das Verbot, elektronische Medien während der Fahrt zu benutzen, aufhebt.
Dann sitzt die gesamte Familie Heffley wieder im Auto. Dabei lockert sich jedoch die Plane auf ihrem Boot, das an das Auto angebracht wurde, woraufhin alle Sachen herausfallen. Die Familie aus dem Motel sieht das als Möglichkeit zur Umsetzung ihres Rachenaktes, indem sie die Sachen stehlen. Die Heffleys jagen die Familie nach und erreichen sie schließlich bei einem Motel  wo es ihnen gelingt, all ihre gestohlenen Sachen zurückzuerlangen. Sie schaffen es noch rechtzeitig zur Geburtstagsfeier ihrer Großmutter. Nach der Feier treten die Heffleys ihre gemeinsame Heimfahrt an. Während der Heimfahrt geht jedoch das Auto kaputt, woraufhin ein Abschleppwagen, dessen Fahrer nur Spanisch spricht, sie mitnimmt. Dank einer CD zum Erlernen der spanischen Sprache, die die Heffleys während der Fahrt angehört haben, kann sich Manny jedoch mit dem Fahrer verständigen. Er führt sie zum Streichelzoo und holt dort das Schwein wieder ab.
Später nimmt sich Frank eine Auszeit von der Arbeit, um sich um seine Familie zu kümmern. Rodrick bekommt das Geld zur Reparatur des Vans.

## Hintergrund
Dieser vierte Teil der Filmreihe Gregs Tagebuch ist der erste mit vollständig neuer Besetzung. Die Rolle des Greg Heffley, welcher in den vorherigen Teilen von Zachary Gordon gespielt wurde, übernimmt diesmal der Neuling Jason Drucker. Rupert Jefferson, in den ersten Teilen von Robert Capron gespielt, wird nun von Owen Asztalos verkörpert. Als Grund für diesen Besetzungswechsel gaben die Produzenten an, dass die Darsteller mittlerweile zu alt geworden seien, um glaubwürdig junge Teenager zu spielen. Im Zuge dessen wurden auch die anderen Darsteller ausgewechselt.
Der Film kam am 19. Mai 2017 in die Kinos der Vereinigten Staaten. In Deutschland kam er am 1. Juni 2017 in die Kinos.

## Kritik
Der vierte Teil der Reihe erhielt wesentlich schlechtere Kritiken als die Vorgänger.  Auf Rotten Tomatoes erreichte er lediglich 18 % positive Kritiken und eine durchschnittliche Bewertung von 4,2/10.